# Verkiezingen in Oostenrijk
Er worden verkiezingen in Oostenrijk gehouden voor de Bondspresident, voor het parlement, voor de deelstaten en de gemeenteraad.
Het algemeen kiesrecht voor mannen werd in 1907 in Oostenrijk-Hongarije ingevoerd. Vrouwen in Oostenrijk kregen in 1919 na de ondergang van de monarchie algemeen kiesrecht. De kiesgerechtigde leeftijd werd in 2007 van 18 naar 16 jaar verlaagd.

## Bondspresidentsverkiezingen
De Bondspresident is het staatshoofd van Oostenrijk. Er worden iedere zes jaar vinden er verkiezingen voor een nieuwe Bondspresident gehouden, de laatste keer in 2016.
Geen enkele kandidaat haalde op 24 april 2016 de voorgeschreven meerderheid waarna de twee kandidaten met de meeste stemmen, Norbert Hofer van de FPÖ en Alexander Van der Bellen van Die Grünen, zich moesten opmaken voor een tweede ronde die op 22 mei 2016 plaatsvond. Die werd nipt door Van der Bellen gewonnen. De uitslag werd op 1 juli 2016 door het Grondwettelijk Hof ongeldig verklaard omdat er bij de verkiezingen onregelmatigheden waren geconstateerd. De tweede ronde werd op 4 december 2016 herhaald en toen alsnog door Van der Bellen gewonnen.
Van der Bellen volgde op 26 januari 2017 Heinz Fischer als bondspresident op.

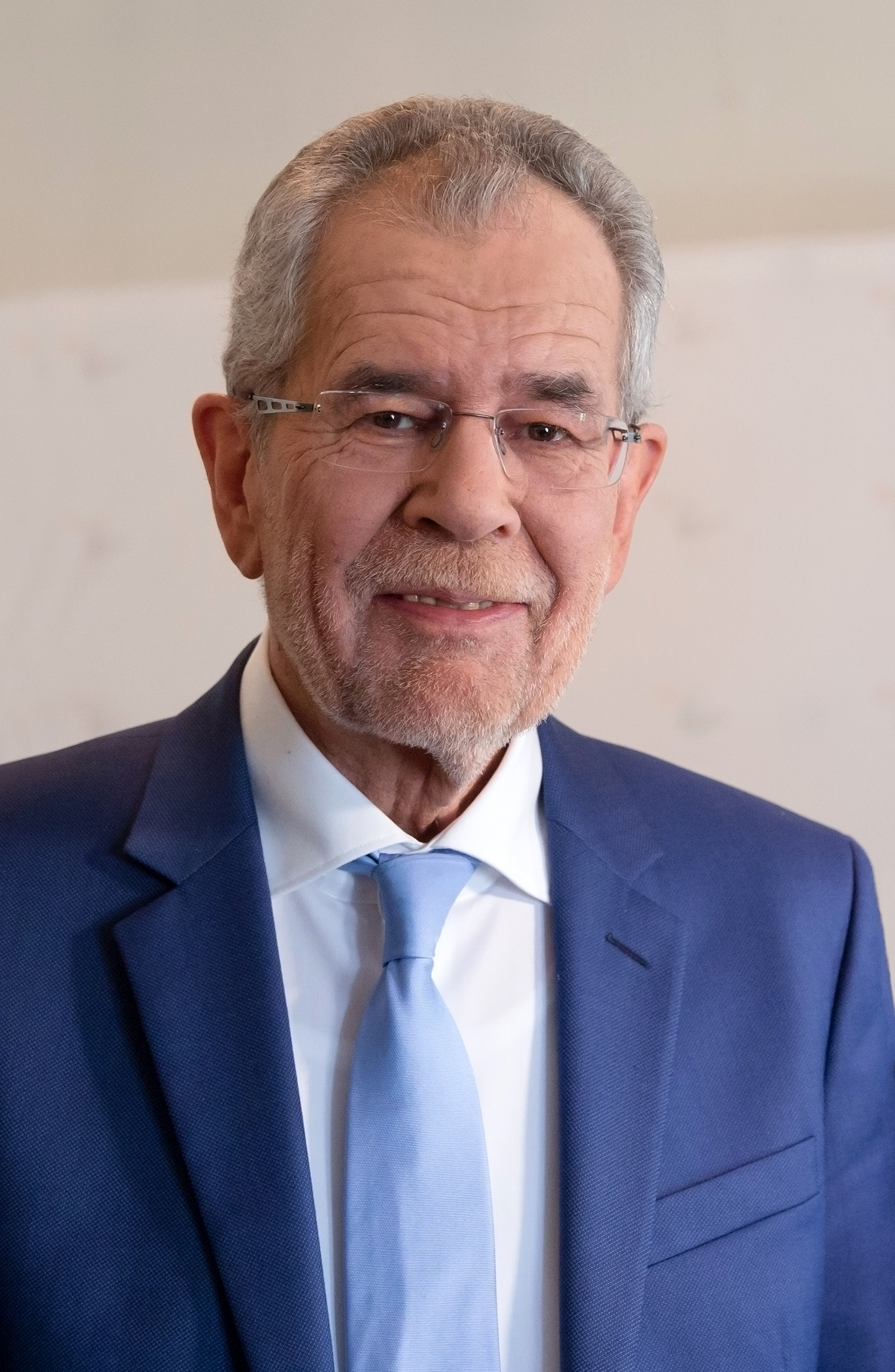
Alexander Van der Bellen 53,8%
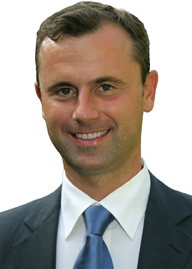
Norbert Hofer 46,2%

## Verkiezingen voor de Nationale Raad
Oostenrijk heeft een tweekamerstelsel, dat uit de Bondsraad en de Nationale Raad bestaat. Er vinden om de vijf jaar rechtstreekse verkiezingen voor de Nationale Raad, het lagerhuis, plaats. Dat was tot een wetshervorming in 2007 om de vier jaar. De Bondsraad wordt getrapt gekozen en telt partijgebonden vertegenwoordigers van de verschillende deelstaten of bondslanden van Oostenrijk.
De laatste parlementsverkiezingen vonden op 29 september 2013 plaats en werden door de Sociaaldemocratische Partij van Oostenrijk SPÖ en haar coalitiepartner, de Oostenrijkse Volkspartij ÖVP gewonnen. Hoewel beide partijen bij de verkiezingen zetels verloren bleef de coalitie over een meerderheid in de Nationale Raad beschikken.
Er geldt een kiesdrempel van 4%.
Samenstelling van de Nationale Raad na de parlementsverkiezingen van 2013
| Partij | Partij                                         | Zetels |
| ------ | ---------------------------------------------- | ------ |
|        | Sociaaldemocratische Partij van Oostenrijk SPÖ | 52     |
|        | Oostenrijkse Volkspartij ÖVP                   | 47     |
|        | FPÖ                                            | 40     |
|        | Die Grünen - Die Grüne Alternative             | 24     |
|        | Team Stronach                                  | 11     |
|        | NEOS                                           | 9      |
| Totaal | Totaal                                         | 183    |

De 61 leden van de Bondsraad worden op basis van evenredige vertegenwoordiging gekozen door de verschillende landdagen van de deelstaten voor termijnen van 4 of 6 jaar.
Samenstelling van de Bondsraad sinds 2017
| Partij | Partij                                         | Zetels |
| ------ | ---------------------------------------------- | ------ |
|        | Oostenrijkse Volkspartij ÖVP                   | 22     |
|        | Sociaaldemocratische Partij van Oostenrijk SPÖ | 20     |
|        | FPÖ                                            | 13     |
|        | Die Grünen                                     | 4      |
|        | onafhankelijke kandidaten                      | 2      |
| Totaal | Totaal                                         | 61     |

## Deelstaatsverkiezingen
Oostenrijk is een federale staat en telt negen deelstaten of bondslanden. De deelstaten kennen een grote mate van autonomie wat betreft interne aangelegenheden. De parlementen van de bondslanden, de landdagen worden op basis van algemeen kiesrecht gekozen. Wenen is zowel een deelstaat als een gemeente en het parlement wordt daar gemeenteraad genoemd. Sommige deelstaten kennen een kiesdrempel van 5%, terwijl andere deelstaten een kiesdrempel van 4% kennen.
De grootste fractie in een landdag levert gewoonlijk de gouverneur. In landelijke deelstaten is de ÖVP het sterkst, maar in deelstaten met grote steden, in het bijzonder Wenen, is de SPÖ de sterkste partij. In Karinthië was de FPÖ de lange tijd grootste politieke partij, tegenwoordig is het de SPÖ.
Recente deelstaatsverkiezingen 

| Bondsland        | meeste recente verkiezingen | termijn   | grootste partij |
| ---------------- | --------------------------- | --------- | --------------- |
| Burgenland       | 31 mei 2015                 | 2015-2020 | SPÖ             |
| Karinthië        | 4 maart 2018                | 2018-2023 | SPÖ             |
| Neder-Oostenrijk | 28 januari 2018             | 2018-2023 | ÖVP             |
| Opper-Oostenrijk | 27 september 2015           | 2015-2021 | ÖVP             |
| Salzburg         | 22 april 2018               | 2018-2023 | ÖVP             |
| Stiermarken      | 31 mei 2015                 | 2015-2020 | SPÖ             |
| Tirol            | 25 februari 2018            | 2018-2023 | ÖVP             |
| Vorarlberg       | 21 september 2014           | 2014-2019 | ÖVP             |
| Wenen            | 11 oktober 2015             | 2015-2020 | SPÖ             |

De genoemde grootste partijen regeren in een coalitie.

## Gemeenteraadsverkiezingen
De regelgeving met betrekking tot de gemeenteraadsverkiezingen verschilt per bondsland. Met uitzondering van Wenen hebben ook burgers van andere EU-landen, wanneer zij zich in Oostenrijk hebben gevestigd, stemrecht bij gemeenteraadsverkiezingen.

## Referenda
Er worden in Oostenrijk op federaal niveau zowel bindende als niet-bindende referenda gehouden.

### Bindend referendum
Bindende referenda worden gehouden:
1. wanneer de Bondspresident voor het beëindigen van zijn termijn uit zijn ambt wordt gezet[3] of
2. voor een significante grondwetswijziging.[4]

Er zijn tijdens de geschiedenis van de Tweede Republiek maar twee bindende volksraadplegingen gehouden. Bij het referendum in 1978 werd tegen het gebruik kernenergie gestemd, maar bij het referendum in 1994 werd voor toetreding tot de Europese Unie gekozen.

### Niet-bindende referenda
De Nationale Raad, het parlement, heeft het recht om niet-bindende, raadgevende volksraadplegingen uit te schrijven. De uitslag kan dan meewegen bij de besluitvorming, maar het parlement is niet verplicht de uitslag van het referendum te aanvaarden. Er werd in 2013 voor het eerst een raadgevend referendum gehouden, dat ging over de afschaffing van de dienstplicht.